# Maurice Janin
Pierre-Thiébaut-Charles-Maurice Janin (19. října 1862 Paříž – 28. dubna 1946 Saint Sébastien) byl francouzský generál, který se účastnil první světové války a ruské občanské války, kde vedl francouzskou vojenskou misi v Rusku. Za ruské občanské války byl generál Janin 17. prosince 1917 určen za náčelníka Francouzsko-Československé vojenské mise a o dva měsíce později 27. února 1918 se stal vrchním velitelem Československého zahraničního vojska.
Prezidentem T. G. Masarykem byl vyznamenán Velkokřížem Řádu bílého lva. V roce 1931 vydal v Praze knihu "Pád carismu a konec ruské armády. Moje misse na Rusi v letech 1916-1917". V říjnu roku 1937 se mu dostalo nejvyšší vojenské pocty, když byl 6. Pěší pluk Hanácký doplněn o název Generála Janina. Generál Maurice Janin zemřel na zámku Chateau de Serre-Izard u města Saint Sébastien. 

## Počátky vojenské kariéry
Maurice Janin se v roce 1880 dobrovolně přihlásil na Speciální vojenskou školu v Saint-Cyr (École spéciale militaire de Saint-Cyr), kterou ukončil jako jeden z 20 nejlepších studentů. Poté se přihlásil na Vyšší válečnou školu (École supérieure de guerre), kterou dokončil v roce 1892, jako druhý nejlepší student. Kromě svých výjimečných studijních schopností, byl velmi nadaný na jazyky a dokonce ovládal až na 23 jazyků. V roce 1893 byl díky svým znalostem ruštiny poslán do Ruska jako pobočník vojenského přidělence. V době návštěvy ruského imperátora Mikuláše II. ve Francii, působil jako jeho osobní tlumočník. V následujících letech se několikrát účastníl vojenských delegací jako překladatel a tlumočník. Během těchto návštěv byl také několikrát vyznamenán. Na konci roku 1900 byl povýšen do hodnosti velitele praporu a jmenován velitelem 22. pěšího praporu. Na podzim v roce 1910 byl poslán na Nikolajovu akademii generálního štábu v Petrohradu.
Na počátku první světové války byl plukovníkem 66. pluku a jako velitel 35. brigády se zúčastnil bitvy u Nancy a později také bitev na Marně a Yser. Během bojů na řece Yser vážně onemocněl. Po zotavení byl povýšen do hodnosti generála a přeložen na pozici zástupce náčelníka nejvyššího štábu. V roce 1915 byl postaven do čela štábu, kde měl na starost oblast francouzského bojiště. Generál Janin se ve své funkci osvědčil natolik, že ho dokonce jeho nadřízený generál Joffre odmítl odvolat a propustil ho až na přímý rozkaz prezidenta.

## Ruská občanská válka

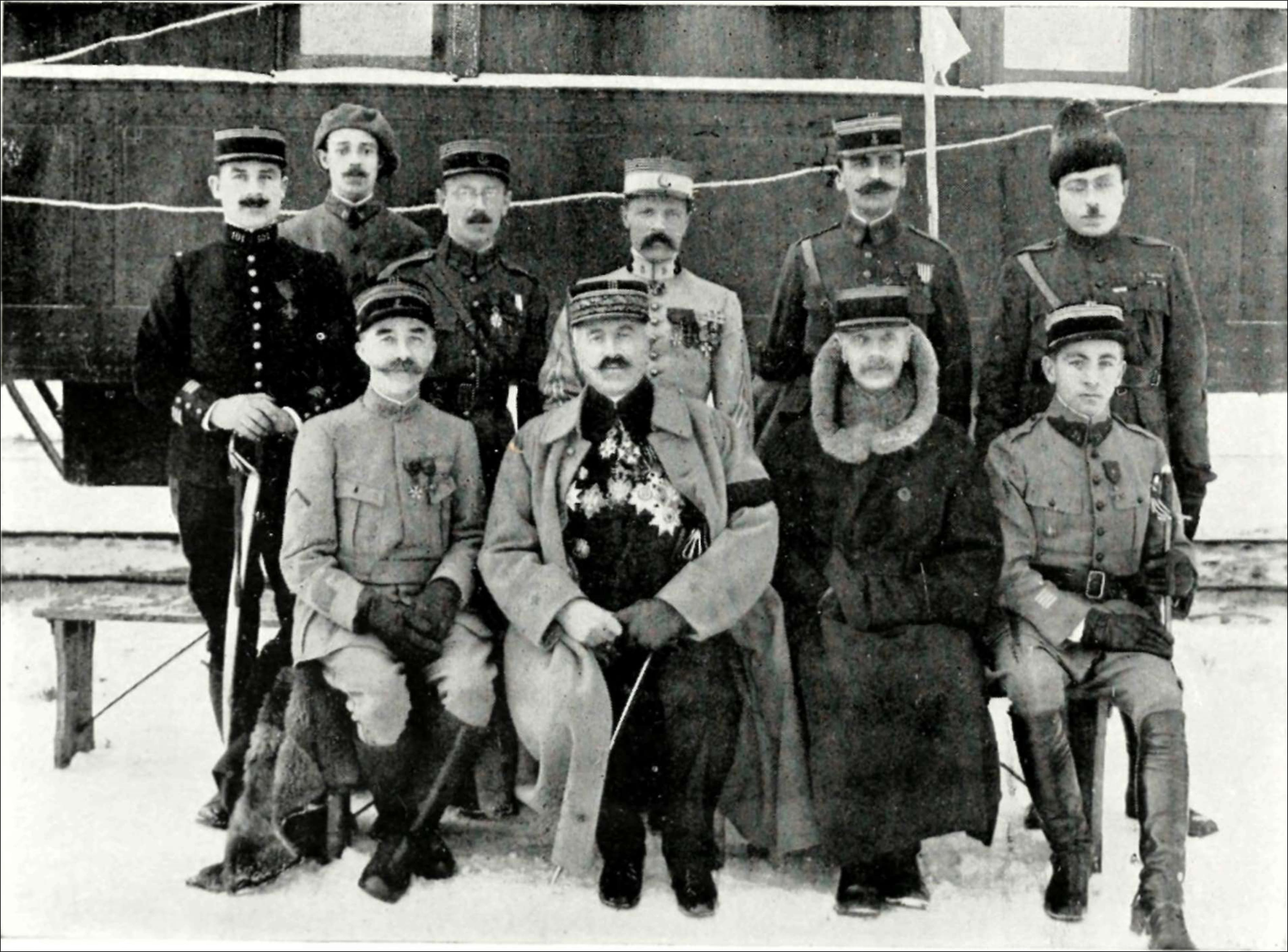
Generál Janin spolu s příslušníky francouzské vojenské mise na Sibiři

Během ruské občanské války byl Generál Janin 17. prosince 1917 určen za náčelníka Francouzko-Československé vojenské mise a o dva měsíce později 27. února 1918 se stal vrchním velitelem Československého zahraničního vojska. Během ruské občanské války působil jako velitel všech jednotek Dohody a účastni se sibiřské anabáze, avšak jeho pozice byla spíše symbolická, neboť českoslovenští legionáři měli svého velitele a zbylé jednotky nebyly tak početné a neměly žádnou váhu. Mnohem úspěšnější se ukázal na poli vojenské diplomacie, když mnohokrát urovnával spory mezi československými legionáři a admirálem Kolčakem v čele bělogvardějců a později i neshody s Japonci. V roce 1919 vyjednával s Rudou armádou evakuaci spojeneckých vojsk z Transsibiřské magistrály, která byla nakonec téměř úspěšná. Odchod vojsk a jejich neutralita měla vážné následky pro admirála Kolčaka a jeho armádu, která tak zůstala na pospas osudu. Po návratu do vlasti byl generál Janin terčem kritiky a bylo mu vyčítáno, že nedokázal zachránit sibiřského diktátora, ve skutečnosti však ve své pozici neměl na výběr. Tento neúspěch však znamenal konec Janinovy vojenské kariéry. Až v roce 1921 byl ustanoven na pozici velitele 8. armádního sboru, ve které zůstal až do svého penzionování po 44 letech služby.

## Dílo
Moje účast na čsl. boji za svobodu – 1926
Pád carismu a konec ruské armády. Moje misse na Rusi v letech 1916-1917 - 1931
Milan Rastislav Štefánik – 1932